# 杜帅帅
杜帅帅（1993年4月11日—），是一名中国足球运动员，现在效力于中国足球超级联赛球队北京国安，司职中场。

## 俱乐部生涯
杜帅帅在北京国安梯队接受足球训练，2012年入选北京国安梯队球员组成的北京青年参加2012年中国足球乙级联赛。他在2012赛季出场13次，射进1球。2013年1月，杜帅帅被北京国安的新任主教练斯塔诺耶维奇提升进入一线队。